# Werner Picht
Werner Robert Valentin Picht (* 28. September 1887 in Berlin; † 5. Juli 1965 in Freiburg im Breisgau) war ein deutscher Soziologe, Verwaltungsbeamter und Schriftsteller.

## Familie
Werner Picht war der Sohn von  Max Picht (1853–1889) und dessen Ehefrau Lilla Susanne, geb. Rautenstrauch (1867–1933), einer Schwester des Politikers Wilhelm Rautenstrauch. Er war verheiratet mit Greda Curtius. Einer ihrer drei Söhne war der Philosoph, Theologe und Pädagoge Georg Picht.

## Weimarer Republik und Nationalsozialismus
In der Weimarer Republik zählte er zu den Theoretikern der Erwachsenenbildung. Von 1919 bis 1925 war Picht Volkshochschulreferent im Preußischen Ministerium für Wissenschaft, Kunst und Volksbildung unter Robert von Erdberg und Gründungsmitglied des Hohenrodter Bundes (Berliner Richtung).
Er leitete von 1927 bis 1933 die Hochschulabteilung des Völkerbundsinstituts für Geistige Zusammenarbeit in Paris.
Im Zweiten Weltkrieg war er Pressereferent beim Oberkommando der Wehrmacht in Berlin und verfasste Propagandaschriften über die Feldzüge in Polen, Norwegen und Frankreich.
In der SBZ wurden 1946 folgende Werke Pichts als Bestandteil der nationalsozialistischen Propaganda in die Liste der auszusondernden Literatur aufgenommen: Die Wandlungen des Kämpfers (Vorwerk, Berlin 1938), Das Oberkommando der Wehrmacht gibt bekannt (Mittler und Sohn, Berlin 1940), Der soldatische Mensch. (Fischer, Berlin 1940), Der Frontsoldat (Herbig, Berlin 1940); Der Feldzug in Norwegen (Mittler und Sohn, Berlin 1940), Das Ende der Illusionen (Mittler und Sohn, Berlin 1941), Allen Gewalten zum Trotz (Zeitgeschichte-Verlag, Berlin  1942). 1947 wurden auch die fremdsprachigen Ausgaben von Der Feldzug in Norwegen verboten.
Nach 1952 hat sich Picht u. a. in der Zeit und im Spiegel in die öffentliche Diskussion um den Bürger in Uniform eingeschaltet und sich zum Thema Wiederbewaffnung geäußert.

## Werke (Auswahl)
- Toynbee Hall und die englische Settlement-Bewegung: Ein Beitrag zur Geschichte der sozialen Bewegung in England, Tübingen: Mohr, 1913
- Kreuz und Krieg, Berlin: Furche-Verlag, 1917
- Die Frucht des Leidens, 2. und erw. Aufl. von Kreuz u. Krieg, Würzburg: Patmos-Verlag, 1920
- Im Kampf um die Erwachsenenbildung 1912-1926, Leipzig: Quelle & Meyer, 1926 (mit Eugen Rosenstock)
- Stefan George. Eine kritische Huldigung, Heidelberg: Weiss, 1931
- Jenseits von Pazifismus und Nationalismus, München: Callwey, 1932
- Die Wandlungen des Kämpfers. Berlin, Vorwerk, 1938.
- Das Oberkommando der Wehrmacht gibt bekannt: Wahrheit u. Lüge über d. Sept.-Feldzug 1939, Mittler, 1939 (2. Aufl. 1940)
- Der soldatische Mensch, Berlin: Fischer, 1940 (Der Fischer Verlag war ab 1936 in der Hand von Peter Suhrkamp)
- De Waarheid marcheert ... Op grond van officieele gegevens samengesteld, 's-Gravenhage, 1940
- La Fin des illusions, Bruxelles: Desmet-Verteneuil, 1941
- Das Schicksal der Volksbildung in Deutschland, Braunschweig; Berlin; Hamburg: Westermann, (1936) 1950
- Vom Wesen des Krieges und vom Kriegswesen der Deutschen, 2. erw. Aufl. von Die Wandlungen des Kämpfers (1938), Stuttgart: Vorwerk, 1952
- Die Utopie vom Bürger Soldaten. In: Die Zeit 1952, Nr. 30.
- Bilanz des zweiten Weltkrieges. Erkenntnisse und Verpflichtungen für die Zukunft. Stalling, Oldenburg/Hamburg 1953.
- Wiederbewaffnung. G.  Neske, Pfullingen 1954.
- Staatsbürger in Uniform?  Analyse eines Leitbildes. In: Neue Gesellschaft. 2(1955), H. 2, S. 53–61
- Albert Schweitzer. Hamburg: Richard Meiner, 1960
- Besinnung auf Stefan George, Düsseldorf; München: Küpper vorm. Bondi, 1964.